# Kenth Eldebrink
Kenth Eldebrink (ur. 14 maja 1955 w Morjärv) – szwedzki lekkoatleta specjalizujący się w rzucie oszczepem.
[[[Lekkoatletyka na Letnich Igrzyskach Olimpijskich 1984 – rzut oszczepem mężczyzn|Brązowy medalista olimpijski]] z Los Angeles. Podczas finałowego konkursu, 5 sierpnia 1984, uzyskał wynik 83,72 m. Rekord życiowy: 91,14 m (4 września 1983, Sztokholm).
Brat Andersa, hokeisty i medalisty olimpijskiego.